# نورما ويست
نورما ويست (بالإنجليزية: Norma West)‏ هي ممثلة بريطانية، ولدت في 19 نوفمبر 1943.

## وصلات خارجية
- نورما ويست على موقع IMDb (الإنجليزية)
- نورما ويست على موقع أول موفي (الإنجليزية)
- نورما ويست على موقع قاعدة بيانات الفيلم (الإنجليزية)
- نورما ويست على موقع كينوبويسك (الروسية)